# Pacourina edulis
Pacourina edulis là một loài thực vật có hoa trong họ Cúc. Loài này được Aubl. mô tả khoa học đầu tiên năm 1775.